# Les Aventures de Rocky et Bullwinkle
Pour plus de détails, voir Fiche technique et Distribution.
Les Aventures de Rocky et Bullwinkle (titre original : The Adventures of Rocky and Bullwinkle) est un film germano-américain réalisé par Des McAnuff, sorti en 2000.

## Synopsis
Rocky, brave petit écureuil volant, et Bullwinkle, un élan un peu niais, ont ravi les téléspectateurs pendant des années. Après l'interruption de leur émission, les deux vedettes animées sont tombées dans les limbes. Trente-cinq ans plus tard, le FBI décide de les tirer de leur retraite pour affronter leur ennemi de toujours, l'ancien dictateur de Pottsylvanie, Fearless Leader, qui tente de se faire élire à la présidence des États-Unis. Rocky et Bullwinkle ne se le font pas dire deux fois et foncent dans l'aventure.

## Fiche technique
- Titre original : The Adventures of Rocky and Bullwinkle
- Titre français : Les Aventures de Rocky et Bullwinkle
- Réalisation : Des McAnuff
- Scénario : Kenneth Lonergan d'après les personnages créés par Jay Ward
- Décors : Gavin Bocquet
- Photographie : Thomas E. Ackerman
- Montage : Dennis Virkler (en)
- Musique : Carlos Rodriguez (en), Larry Dominello et Mark Mothersbaugh
- Production : Allison P. Brown, Robert De Niro, Brad Epstein, David Nicksay, Jane Rosenthal et Tiffany Ward
- Pays d'origine :  États-Unis,  Allemagne
- Format : Couleurs - 35 mm - 1,85:1 - DTS
- Genre : Comédie, animation
- Durée : 92 minutes
- Dates de sortie : 
  - États-Unis : 30 juin 2000
  - France : 22 novembre 2000

## Distribution
- June Foray (VF : Laurence Badie ; VQ : Johanne Garneau) : Rocky (voix)
- Keith Scott (VF : Luc Boulad et Jean-Luc Reichmann - Narrateur ; VQ : Daniel Lesourd et Luis de Cespedes - Narrateur) : Bullwinkle, narrateur, Cartoon Boris Badenov, Cartoon Fearless Leader (voix)
- Rene Russo (VF : Véronique Augereau ; VQ : Hélène Mondoux) : Natasha
- Piper Perabo (VF : Karine Foviau ; VQ : Christine Bellier) : Karen Sympathy
- Jason Alexander (VF : Daniel Lafourcade ; VQ : Manuel Tadros) : Boris
- Robert De Niro (VF : Jacques Frantz ; VQ : Jean-Marie Moncelet) : Fearless Leader
- Randy Quaid (VF : Gilbert Levy ; VQ : Jacques Lavallée) : Cappy Von Trapment
- John Goodman (VF : Sylvain Lemarié ; VQ : Yves Corbeil) : Policier d'Oklahoma
- Janeane Garofalo (VF : Caroline Beaune ; VQ : Christine Séguin) : Minnie Mogul
- Kenan Thompson (VF: Xavier Thiam ; VQ : Martin Watier) : Lewis
- Kel Mitchell (VF : José-Philippe Dalmat ; VQ : Joël Legendre) : Martin
- James Rebhorn (VQ : Sébastien Dhavernas) : Président Signoff
- Rod Biermann (VQ : Benoit Éthier) : Ole
- Jonathan Winters (VF : Mario Santini ; VQ : Yves Massicotte) : Whoppa Chopper Pilot, Ohio Cop with Bullhorn, Jeb
- David Alan Grier (VF : Jean-Paul Pitolin ; VQ : Pierre Auger) : Measures
- Carl Reiner (VF : Michel Prud'homme ; VQ : Hubert Fielden) : P.G. Biggershot
- Norman Lloyd (VQ : Guy Nadon) : Président Wossamotta U.
- Jon Polito (VF : Mario Santini) : Schoentell
- Lily Nicksay (VF : Adeline Chetail ; VQ : Catherine Brunet) : Sydney
- Don Novello : Fruit Vendor Twins
- Ed Gale : The Mole
- Phil Proctor : RBTV Floor Director
- Dian Bachar : RBTV Studio Technician
- Drena De Niro : RBTV Lackey
- Mark Holton : FBI Agent - Potato
- Doug Jones : FBI Agent - Carrot
- Paget Brewster (VF : Denise Metmer) : Jenny Spy
- Billy Crystal (VF : Sébastien Desjours ; VQ : Alain Zouvi) : Vendeur de matelas (non crédité)
- Whoopi Goldberg (VF : Maïk Darah ; VQ : Anne Caron) : Juge Cameo (non crédité)